# Estación de Puebla de Sancho Pérez
Puebla de Sancho Pérez fue una estación ferroviaria situada en el municipio español de Puebla de Sancho Pérez, en la provincia de Badajoz. Durante muchos años constituyó de facto la cabecera de la línea Zafra-Huelva, razón por la cual llegó a disponer de importantes instalaciones ferroviarias.

## Situación ferroviaria
Las instalaciones se encontraban situadas en el punto kilométrico 1,647 de la línea de ancho ibérico Zafra-Huelva, a 515 metros de altitud.

## Historia
La estación fue abierta al tráfico el 1 de enero de 1889, con la apertura del tramo Zafra-Valdelamusa de la línea férrea que unía Zafra con Huelva. Las obras corrieron a cargo de la Compañía del Ferrocarril de Zafra a Huelva, que en el municipio de Puebla de Sancho Pérez levantó una estación de primera categoría que sirviera como cabecera de la línea dado que en Zafra no disponía de instalaciones propias. La estación contó con un gran edificio de viajeros, muelles de mercancías, depósito de agua, aguadas, cocheras para locomotoras, una placa giratoria, etc. Se estableció una reserva de locomotoras de vapor dependiente del depósito de Huelva-Odiel. En 1941, tras la nacionalización de la red ferroviaria de ancho ibérico, la titularidad de las instalaciones pasó a manos de RENFE. 
A partir de la década de 1960 la estación entró en declive debido a la pérdida de funcionalidad, en favor del nudo ferroviario de Zafra, y con los años acabaría siendo clausurada y abandonada. En la actualidad no se conserva el recinto ferroviario.